# Simha Arom

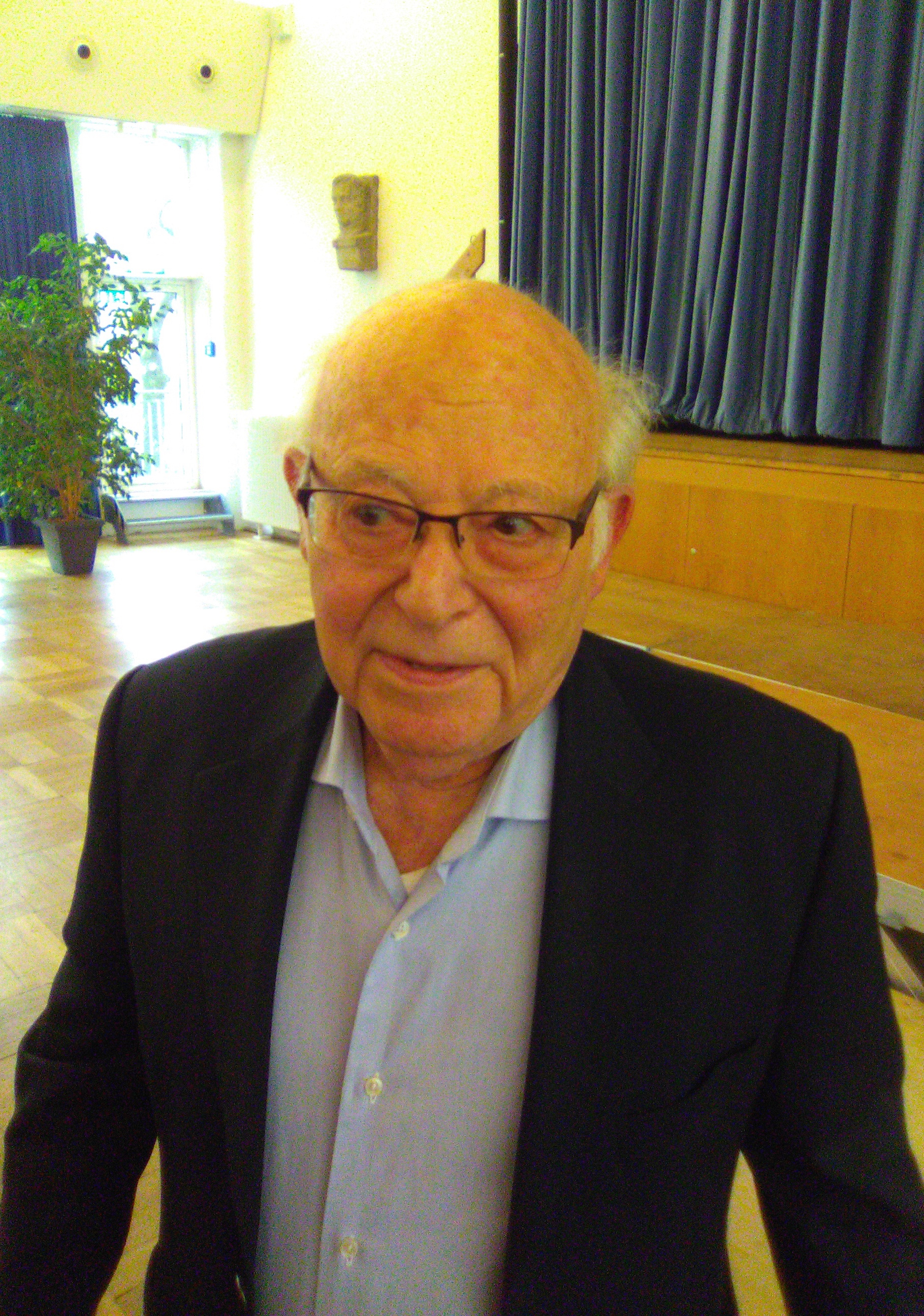
Simha Arom 2016

Simha Arom (Düsseldorf, 16 de agosto de 1930) es un etnomusicólogo franco-israelí, experto en la música del África central, especialmente de la República Centroafricana.
Arom tuvo en sus primeros contactos con los pigmeos a mediados de la década de 1960, y quedó fascinado por ellos. Entre 1971 y 1987 hizo visitas periódicas a los akas, cuya música estudió y se esforzó por conservar, consciente de cómo la modificación rápida de las formas de vida en África amenazaba con terminar con su tradición oral. En 2003, la tradición oral aka fue proclamada Obra Maestra Oral y Herencia Intangible de la Humanidad por la Unesco.
Aparte de sus estudios africanos, Simha Arom se interesó por otras músicas de la tradición oral, como la liturgia judía (incluida la música de los judíos etíopes, los llamados Beta Israel o falashas) o el buzuki griego. 
Ha realizado numerosas grabaciones sonoras y audiovisuales de la polifonía y polirritmia del África Central y de otras tradiciones orales que ha investigado.
Simha Arom es director emérito de investigación en el Centro Nacional de Investigación Científica (CNRS) y miembro de la Sociedad Francesa de Etnomusicología (SFM). Entre los numerosos reconocimientos que ha recibido por su labor, en 2008 recibió el premio de etnomusicología Fumio Koizumi..

## Influencia en la música contemporánea
Numerosos compositores contemporáneos se han inspirado en las músicas estudiadas por Arom para sus propias composiciones. Es el caso de Luciano Berio, György Ligeti, Steve Reich, Fabien Levy o Joël Merah.

## Publicaciones

### Libros
- Contes et chantefables ngbaka-ma'bo (République centrafricaine). París: Selaf, "Bibliothèque" 21-22, 1970.
- Les mimbo, génies du piégeage et le monde surnaturel des Ngbaka-Ma'bo (République centrafricaine). París. Selaf, "Bibliothèque" 44-45, 1975 (en colaboración con Jacqueline M. C. Thomas).
- African Polyphony and Polyrhythm. Structure and Methodology. Cambridge: Cambridge University Press, 1991.
- La fanfare de Bangui. Éditions La Découverte, 2009.

### Artículos
Son muy numerosos los artículos científicos publicados por Arom en los que da a conocer sus investigaciones.

### Grabaciones sonoras
Arom ha publicado más de treinta discos en los que recoge la música tradicional de distintos pueblos y países, en especial la de los pigmeos africanos y la de Grecia o Israel. 

### Películas
- L'arc musical ngbaka, 16 mm, blanco y negro, 1970, CNRS-Comité du film ethnographique (11 minutos).
- Les enfants de la danse, 16 mm, color, 1970, CNRS-Comité du film ethnographique (en colaboración con Geneviève Dournon) (13 minutos).
- Ango: une leçon de musique africaine, video, 1997, CNRS Images/Média (36 minutos).